# Étienne Roussin
Pour les articles homonymes, voir Roussin.
Étienne Roussin est un homme politique français né le 5 juillet 1840 à Nantes (Loire-Atlantique) et décédé le 28 août 1922 au manoir de Kerdour en Plomelin (Finistère) où il avait construit le château de Kerambleiz. 

## Biographie
Il est le fils du peintre Victor-Marie Roussin.
Diplômé ingénieur de l'Ecole Centrale des Arts et Manufactures en 1863, il séjourne au Japon de 1867 à 1870. 
Dirigeant l'usine de machines à vapeur de Yokohama, il participe à la construction d'un cuirassé. Il revient en France à l'occasion de la guerre de 1870.

### Parcours politique
En 1871 il est élu conseiller général pour le canton de Fouesnant et siège dans la majorité monarchiste du Conseil général, mais est battu dès le renouvellement de 1874 par le républicain Valéry Cormier. 
En 1882 il devient maire de  Plomelin et reste en poste jusqu'en 1912 (avec un aparté d'un an en 1887-1888).
Il entre dans la politique nationale par un échec en 1881 se présentant en tant que Royaliste dans la circonscription de Quimper-1 où il est battu de 1 540 voix par Louis Hémon, député sortant (Gauche républicaine). 
Il est député du Finistère en 1885 à la faveur du changement de mode de scrutin (passage du scrutin uninominal par arrondissement à celui plurinominal par département). Il fut le septième élu sur dix, par 61 387 voix (50,43%).
Il siège à l'Union des droites avec les royalistes et combat par ses votes la politique des ministères républicains :
1. contre le rétablissement du scrutin d'arrondissement (11 février 1889),
2. pour l'ajournement indéfini de la révision de la Constitution,
3. contre les poursuites contre trois députés membres de la Ligue des patriotes,
4. contre le projet de loi Lisbonne restrictif de la liberté de la presse,
5. contre les poursuites contre le général Boulanger.

Il ne se représente pas en 1889.

## Sources
- « Étienne Roussin », dans Adolphe Robert et Gaston Cougny, Dictionnaire des parlementaires français, Edgar Bourloton, 1889-1891 [détail de l’édition]